# Хайнрих фон Шварценберг
Хайнрих фон Шварценберг (на немски: Heinrich von Schwarzenberg; † сл. 11 февруари 1327) е господар на Шварценберг (в Брайзгау).

## Произход и наследство
Той е син на Вилхелм фон Шнабелбург, фогт на Шварценберг († сл. 2 декември 1306) и съпругата му Хайлика фон Дирзберг († 18 януари 1305), дъщеря на Хайнрих II фон Дирзберг († 8 март 1262) и Хайлика фон Лихтенберг († сл. 1280). Внук е на фрайхер Берхтолд II фон Шнабелбург († 1267) и фон Хахберг. Брат е на Хайлика фон Шварценберг († сл. 1347), омъжена за Йохан фон Вулхузен († 30 октомври 1334).
Линията фон „Шнабелбург“ поема наследството на Аделхайд фон Шварценберг († 1189) в Брайзгау, съпругата на прадядо му Валтер I фон Ешенбах († сл. 1185). Внуците започват да се наричат „господари фон Шварценберг“.

## Фамилия
Хайнрих фон Шварценберг се жени пр. 11 февруари 1306 г. за Анна фон Юзенберг, дъщеря на Рудолф III фон Юзенберг-Кенцинген († 1296) и Хелика фон Лихтенберг († сл. 1293), или на брат му Рудолф IV фон Юзенберг-Кенцинген 'Млади' († 1304) и Аделхайд († сл. 1293). Анна е внучка на Рудолф II фон Кенцинген († 1259) и Елизабет фон Лихтенберг († сл. 1270). Те имат децата: 
- Аделхайд фон Шварценберг († сл. 1349), омъжена I. за Буркард фон Триберг, II. ок. 1326 г. за граф Бертхолд III фон Зулц († 14 юли 1346)
- Улрих I фон Шварценберг-Дирзберг († пр. 8 август 1348), женен пр. 1340 г. за Йохана фон Зигнау († сл. 1358)